# Buccina
La buccina o bucina (del latín «buccina» o «būcina»; pl.: «buccinae») era un instrumento de viento metal de la Antigua Roma formado por un tubo de metal que se curva en forma de "G", muy similar al cornu. Fue empleada por el ejército romano en la Antigüedad, principalmente para transmitir señales militares. El aeneator o soldado romano encargado de soplar este instrumento recibía el nombre de «buccinator» o «bucinator» (en latín, «buccinātor» o «būcinātor»).
La palabra «bocina», cuyo significado también alude a un instrumento para emitir señales acústicas, tiene su origen etimológico en el vocablo «bucina».
La buccina es la antecesora de instrumentos como la trompeta, el trombón y el sousafón.

## Descripción
Originalmente, la buccina era un cuerno de animal de forma curva; más tarde, llegó a estar cubierto de bronce e incluso a fabricarse completamente de esa aleación. Se hacía sonar mediante una boquilla de forma de copa situada en un extremo del tubo. El tubo medía de 3,4 a 3,7 metros de largo, era estrecho y se enroscaba sobre sí mismo en forma de letra G desde la boquilla hasta el extremo acampanado por el que sale el aire. La estructura del instrumento se fortalecía mediante una barra que atravesaba la curva. El bucinator podía utilizar la barra para dar más estabilidad al instrumento, mientras que el tubo se curvaba por encima hasta quedar por encima de su cabeza o de su hombro. La capacidad musical del instrumento parece haberse limitado a unos pocos tonos de la serie armónica. Esto concordaría con las referencias literarias que, consistentemente, le atribuyen una función señalizadora.

## Usos
Este instrumento fue asociado inicialmente con la gente del campo, en particular con los pastores; y, aunque se empleó también como instrumento militar, mantuvo en parte esa asociación temprana a lo largo del período clásico. Los autores romanos describieron el pastoreo de ovejas y la convocatoria de comunidades rurales como uno de sus primeros usos. Las referencias militares posteriores, más comunes, dan la impresión de que se usaba dentro del campamento, a diferencia de la tuba y el cornu, que eran de sonido más potente y se empleaban en el campo de batalla. Dentro del campamento, la buccina daba señales, por ejemplo, para el cambio de guardia y para la diana. Diversas referencias poéticas contrastaron su llamada a las armas que rompe el sueño con las asociaciones somnolientas y eróticas de otros instrumentos como la cítara. Al ser de tamaño más reducido, fue asignada a la caballería, mientras que la tuba y el cornu solían ser tocados por soldados a pie.
El escritor de la Antigua Roma, Vegetius en su obra De Re Militari escribió sobre los aspectos musicales de la legión romana:

«La música de la legión consiste en las tubae, los cornua y las buccinae. La tuba toca para indicar la carga y la retirada. Los cornua se utilizan sólo para regular los movimientos de los colores; las tubae se emplean para pedir a los soldados que salgan a cualquier trabajo sin los colores; pero en el momento de la batalla, las tubae y los cornua suenan juntos. El classicum, que es un sonido particular de la buccina o del cornu, es apropiado para el comandante en jefe y se utiliza en presencia del general, o en la ejecución de un soldado, como marca de que lo que se hace es por su autoridad. La guardia ordinaria y los puestos avanzados son montados y relevados siempre con el sonido de la tuba, que también dirige los movimientos de los soldados en misiones y los días de maniobras. Los cornua suenan siempre que los colores deban permanecer parados o plantados. Estas reglas se deben observar puntualmente en todos los ejercicios y revistas de modo que los soldados puedan estar listos para obedecerlos sin vacilación en la batalla conforme a las órdenes del general para cargar o para parar, para perseguir al enemigo o para retirarse. Por tanto nos convence de que lo que es necesario que se realice en el fragor de la batalla debe ser practicado constantemente en el ocio de la paz.»

En la literatura romana también se hace referencia a una buccina, para denominar la caracola soplada por el dios del mar Tritón.

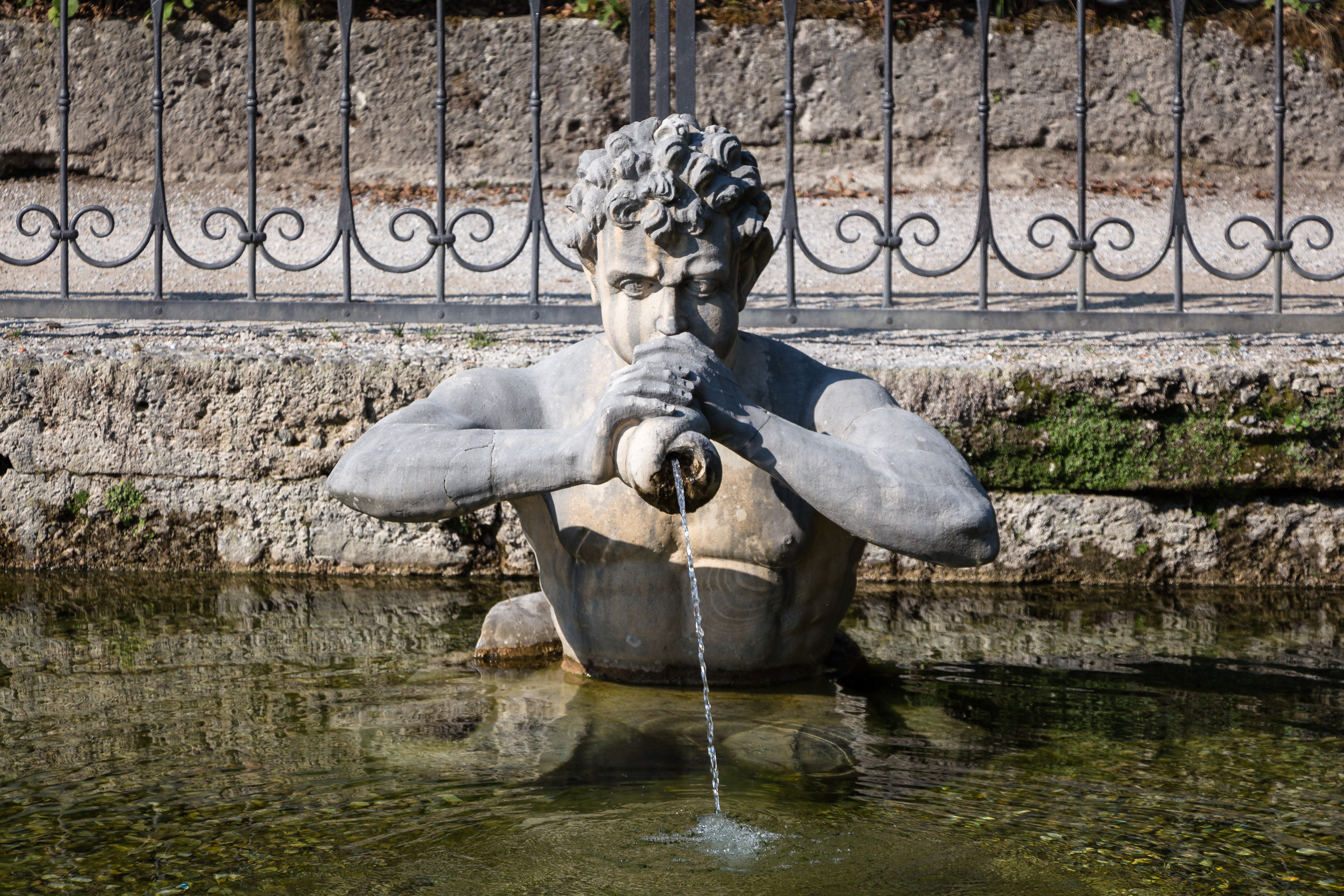
Estatua de Tritón soplando una caracola (buccina) en el Palacio de Hellbrunn, Salzburgo, Austria.

## Tuba curva
Instrumentos como el cornu y la buccina fueron recuperados del olvido bajo la denominación "tuba curva" durante la Revolución Francesa. La tuba curva se escuchó por primera vez en público durante la ceremonia del funeral de Voltaire en el Panteón de París el 11 de julio de 1791 interpretando música compuesta por François-Joseph Gossec para la ocasión.

## Discografía
- 1996 – Music of Ancient Rome, Vol. I. Wind Instruments. Synaulia. Florence. (Amiata ARNR 1396).[12]